# Carola García de Vinuesa
Carola García de Vinuesa  FAA, FRS (Cádiz, 1969) es una médica, científica y profesora hispano-australiana. Es becaria de la Royal Society Wolfson y líder de grupo sénior en el Instituto Francis Crick en Londres y en la Escuela de Investigación Médica John Curtin en Canberra. Es ganadora del Premio del Ministro de Ciencias de Australia al Científico de la Vida del Año y la Medalla Gottschalk, y miembro de la Royal Society del Reino Unido.

## Educación y carrera
Obtuvo la Licenciatura en Medicina en la Universidad Autónoma de Madrid. Mientras era estudiante, trabajó en una clínica para leprosos en Kolkata, a orillas del Ganges, y ayudó a capacitar a trabajadores de la salud en áreas rurales de Ghana. Explicaba que la mayor parte de los niños ghaneses ingresaban a causa de una meningitis impredecible, y que ello la llevó a considerar que sería mejor emplear su tiempo aprendiendo la causa de la enfermedad mortal, de cara a desarrollar medidas preventivas. 
Se mudó al Reino Unido para realizar una formación clínica y su investigación doctoral sobre los mecanismos biológicos de la meningitis. La Universidad de Birmingham le otorgó un Doctorado en Filosofía (PhD) en Inmunología en 2000.
Recibió una beca de viaje internacional Wellcome Trust en 2001 para realizar una investigación posdoctoral en la Escuela de Investigación Médica John Curtin de la Universidad Nacional de Australia (ANU).
En 2005, descubrió una variante genética en ratones que conducía a una enfermedad autoinmune.
En 2014, Vinuesa obtuvo una beca, y ese abril inauguró el Centro de Inmunología Personalizada de la ANU. Fue una de las primeras personas en Australia en utilizar la secuenciación genómica para vincular las enfermedades con la variación genética.
En 2015, fue elegida miembro de la Academia Australiana de Ciencias.
En octubre de 2020, se convirtió en miembro de la Academia Australiana de Ciencias Médicas y de la Salud.
En septiembre de 2021, Lupus Research Alliance otorgó uno de los dos premios Global Team Science Awards de $3 millones al equipo de Vinuesa, dirigido por la Dra. Virginia Pascual, para examinar por qué el lupus difiere de un paciente a otro.
En 2022, Vinuesa se mudó al Reino Unido para ocupar un nuevo puesto en el Instituto Francis Crick.
En 2022 fue elegida Miembro de la Royal Society.